# Nuris
Nuris (auch: Nurit) war der Name eines arabischen Dorf in der Jesreelebene und stand zugleich als Name für die großen Ländereien, auf denen sich das Dorf befand und die zu Beginn der 1920er Jahre vom Jüdischen Nationalfonds erworben wurden. Der Erwerb dieser Ländereien ging zurück auf eine der vielen Initiativen von Jehoschua Hankin und war Teil des zionistischen Projekts zur Besiedelung von Palästina.

## Vor der Gründung des Staates Israel
Zu dem arabischen Dorf Nuris gibt es Funde aus der Bronzezeit, Erwähnungen durch die Kreuzfahrer und den Hinweis auf die in der Nähe ausgetragene Schlacht bei ʿAin Dschālūt zwischen den Mamluken und den Mongolen im Jahre 1260. Ein Bevölkerungsnachweis aus dem Jahr 1596 weist 88 Bewohner aus. 1888 wurde unter osmanischer Herrschaft eine Volksschule für Jungen eröffnet; auch eine Moschee war vorhanden. Im 19. Jahrhundert kamen die Ländereien, auf denen auch das Dorf Nuris befand, in den Besitz der griechisch-orthodoxen Familie Sursock, die im Libanon ansässig war. Im Jahr 1921 erwarb der Jüdische Nationalfonds in einer der bis dahin größten Landtransaktionen diese Ländereien, um darauf jüdische Siedlungen zu errichten. Neben dem Kaufpreis war auch eine Entschädigung an die arabischen Pächter zu zahlen, da diese in der Folge der Transaktion die von ihnen bestellten Flächen verlassen mussten. In einigen Fällen weigerten sich die Bauern schon damals, ihr Land zu verlassen (so in Afula), weil sie der Ansicht waren, dass die Landkäufe Teil des zionistischen Plans waren, sie aus Palästina zu vertreiben.
Den arabischen Bewohnern von Nuris – 364 Personen 1922, – blieb die Vertreibung bis 1948 erspart über ihre Geschichte in diesen Jahren ist auch wenig bekannt. Auch der Artikel in der Jüdischen Rundschau (JR) vom 25. August 1922 interessierte sich nicht für das Schicksal der arabischen Bevölkerung, sondern begrüßt das „neue Siedlungswerk in Nuris“, durch das sich jetzt das Augenmerk des deutschen Keren Hayesod „auf das vom Jüdischen Nationalfonds im vorigen Jahre erworbene Gebiet von Nuris [richte], das jetzt in ausgedehntem Maße kolonisatorisch in Angriff genommen wird“. Es ging dabei um eine etwa 2.700 Hektar große Fläche „aussichtsreichsten palästinensischen Bodens, 12–13 Kilometer lang und 2–3 Kilometer breit“. Über die Hintergründe dieses Landkaufs schrieb Ruppin:

„Während des Krieges und zwei Jahre danach waren Landkäufe gesetzlich verboten. Erst nach der Bildung der Zivilregierung unter Herbert Samuel im Jahr 1920 wurden sie wieder zugelassen. Hankin ergriff sofort die Gelegenheit, eine vorläufige Vereinbarung über 70.000 Dunam abzuschließen. Die Hälfte dieses Landes (Nahalal, Djindjar und Nasra) wurde nicht bewässert und kostete 3 Pfd.St. pro Dunam, während die andere Hälfte (Nuris) teilweise bewässert war und daher zu einem höheren Preis von 6,5 Pfund Sterling verkauft wurde. Der Gesamtbetrag betrug etwa 300.000 £, der bei Übergabe der Urkunde zu zahlen war. Aber als Hankin mir diese Vereinbarung vorlegte, musste ich darauf hinweisen, dass die finanzielle Situation der Zionistischen Organisation und ihrer Institution jeden Kauf dieser Art ausschließt. Hankin betonte jedoch wiederholt die Wichtigkeit der Transaktion, und ich erkannte, dass dies unsere erste Gelegenheit war, eine umfassende Kolonisierung auf einem Stück Land zu beginnen, das größer war als alles, was uns jemals zur Verfügung gestellt worden war.“

Der Kauf führte aufgrund des erforderlichen Kapitals zu erheblichen Kontroversen innerhalb der jüdischen Organisationen und konnte erst nach einem zustimmenden Votum von Chaim Weizmann abgeschlossen werden. „So und trotz vieler anderer Schwierigkeiten wurde der Kauf schließlich getätigt, was die Gründung einer beträchtlichen Anzahl neuer Kolonien im Emek ermöglichte.“ Ruppin nannte 1929 die zuvor schon erwähnten Nahalal und Djindjar sowie zusätzlich Kfar Yehezkel, Gewa, En Charod, Tel Josef und Beit Alfa. Insgesamt lautete sein Resümee:

„Wenn wir auf die Geschichte unseres Erwerbs von palästinensischem Land zurückblicken, sehen wir deutlich, dass der Erwerb von Land im Emek ein entscheidender Faktor für die jüdische Arbeit in Palästina war. Es war das erste Mal, dass die Juden die Mehrheit der landwirtschaftlichen Bevölkerung eines großen Gebietes stellten und sich auf eine Weise niederlassen konnten, die ihren besonderen Bedürfnissen am besten entsprach.“

Der schon zitierte und sieben Jahre vor Ruppins Artikel erschienene Beitrag in der Jüdischen Rundschau erwähnte Anfang 1922 4 jüdische Siedlungen auf dem Nuris-Gelände:
En Charod, in dem laut dem JR-Artikel 250 Menschen lebten, und
Tel Josef mit 150 Bewohnern, benannt nach Joseph Trumpeldor, dem Begründer der Gdud haAwoda. Aus dieser von Trumpeldor gegründeten Organisation stammten die Gründer der beiden Siedlungen, die sich nach dem Verständnis der JR als Kibbuzim verstanden. Daneben gab es noch zwei weitere Siedlungen:
- den Moschaw Owdim II mit circa 100 Familien und die
- „Kwuza Giweah“', die in dem Artikel als „geschlossene Gruppe“ bezeichnete Siedlung Gewa mit circa 30 Familien.

All diese Siedlungen lagen in dem Gebiet, das in dem Artikel als Nuris-West bezeichnet wurde. Dessen Darstellung des „neuen Siedlungswerks“ widmete sich nun dem, was in Gebiet Nuris-Ost geplant war. Dazu zählten drei von der „palästinensischen Exekutive auf den Vorschlag der Landarbeiterschaft“ beschlossene weitere Siedlungen:
- Chefziba, hier als Kwuza bezeichnet, mit 55 Chaluzim (33 Männer, 22 Frauen),
- Kibbuz Alef des Hashomer Hatzair, womit nicht Degania Aleph gemeint war, sondern Kibbuz Beit Alfa mit damals 110 Personen, und die
- Kwuza Zwi.

Laut JR sollten die Gruppen, die für die Gründungen der drei zuletzt genannten Siedlungen bereitstanden, sich zunächst auf dem „Tel Beth Ilfah“ niederlassen, um von da aus das Gelände urbar zu machen. „Beth Ilfa“ war der arabische Name von Beit Alfa, die Ursiedlung würde demnach auf dem Hügel von Beit Alfa entstehen. Von dort aus sollten sie nach Plänen von Pinchas Ruthenberg die Entsumpfung und Bewässerung des Geländes vorantreiben. Als Folge dieser Arbeiten waren dann auch drei hydroelektrische Kraftwerke bei En Charod, Tel Josef und Beit Alfa geplant.

„Der Boden und das Betriebskapital wird von dem zionistischen Kolonisations-Department zur Verfügung gestellt,  vorausgesetzt, daß alles andere, Maschinen, Geräte, sonstiges totes und auch lebendes Inventar von anderer Seite aufgebracht  wird. Da in die Aktion deutsche, deutsch-böhmische und galizische Chaluzim einbezogen sind, soll nicht das ganze Kapital aus Deutschland aufgebracht werden, aber ein wesentlicher Teil. Dieser bedeutende auf Deutschland entfallende Betrag wird von dem Keren Hajesdod (Jüdisches Palästinawerk) E. V. geleitet, dessen Gelder statutengemäß nur für solche und ähnliche Zwecke verwendet werden dürfen.“

Die Geschichte der Kwuza Zwi zeigt, dass sich nicht alle Hoffnungen von damals erfüllt haben, doch im Jahr 1922 war für die Jüdische Rundschau angesichts der sich bietenden Möglichkeiten erst einmal Pathos angesagt.

„Menschen, die – für ein hohes Ziel – täglich ihre Gesundheit und ihr Leben aufs Spiel setzen, und deren Verbundenheit mit dem Boden von Erez Israel genau so vorbildlich ist wie ihre Verbundenheit untereinander, – Menschen solcher Gesinnung mit allen Mitteln zu fördern, ist nicht mehr als Pflicht und Schuldigkeit aller Jüdisch-Empfindenden.“

In ihrem Unterkapitel Case One—Jezreel Valley: Nahalal and Nuris zeichnet Sandra M. Sufian noch einmal die Geschichte des Landerwerbs in der Jesreelebene mit besonderem Blick auf das Nuris-Projekt nach. Sie zeigt aber auch, dass es beim Erwerb der dortigen Ländereien und der nachfolgenden Trockenlegung der Sümpfe im Verbund mit der Malariabekämpfung und der Urbarmachung des Bodens eine ideologische Komponente gab. Die Bemühungen zur Bekämpfung der Malaria waren ihr zur Folge eng mit dem Projekt der zionistischen Nationenbildung verbunden, und das nicht nur auf einer praktischen, sondern auch auf einer metaphorischen Ebene. Die Auslöschung der Malaria in der Jesreelebene sollte auch das antisemitische Stereotyp des parasitären Diaspora-Juden auslöschen, indem diesem Bild nach dem Sieg über die Malaria das des starken, gesunden Juden in Palästina entgegengesetzt werden konnte.

## 1948 und die Folgen
In Nuris lebten 1948 661 arabischstämmige Menschen. Dank einer der ertragreichsten Quellen in Palästina konnten sie auf ihren Feldern Getreide anbauen und Citrus- und Olivenhaine bewirtschaften.
Im Palästinakrieg, der für die Juden zur Gründung des Staates Israel führte und von den arabischen Palästinensern als Nakba empfunden wird, war auch das Dorf Nuris umkämpft. Seine Verteidiger waren lokale arabische Milizen und Angehörige der Arabischen Befreiungsarmee. Am 19. April 1948 befahl das Palmach-Hauptquartier die Zerstörung „feindlicher Stützpunkte in al-Mazar, Nuris und Zirin“. In der Folge kam es durch die Golani-Brigade am 29. und 30. Mai 1948 zu Angriffen auf das Dorf, die zur Vertreibung der Einwohner von Nuris und dessen vollständiger Zerstörung führten.
Über das, was aus dem alten Nuris geworden ist, hieß es 1992 bei Khalidi et al.:

„Das mit Kiefern und Eichen bewachsene Gelände ist mit Steinhaufen übersät. Ein Teil des umliegenden Geländes ist eingezäunt und wird als Weidefläche genutzt, ein anderer Teil wird bebaut. In der Nähe des Geländes wachsen Kakteen, Oliven- und Feigenbäume.“

Auf der Webseite TRTWorld wird Nuris als eines der vom Jüdischen Nationalfonds (JNF) ausgelöschten und überpflanzten palästinensischen Dörfer aufgeführt, verbunden mit dem Vorwurf des „Ökokolonialismus“ seitens des JNF.
Über die früheren Bewohner von Nuris hieß es in einem Haaretz-Artikel aus dem Jahr 2010: „Heute leben seine ehemaligen palästinensischen Bewohner offenbar in einem Flüchtlingslager in Jenin, etwa 15 Kilometer südlich.“

## Nurit

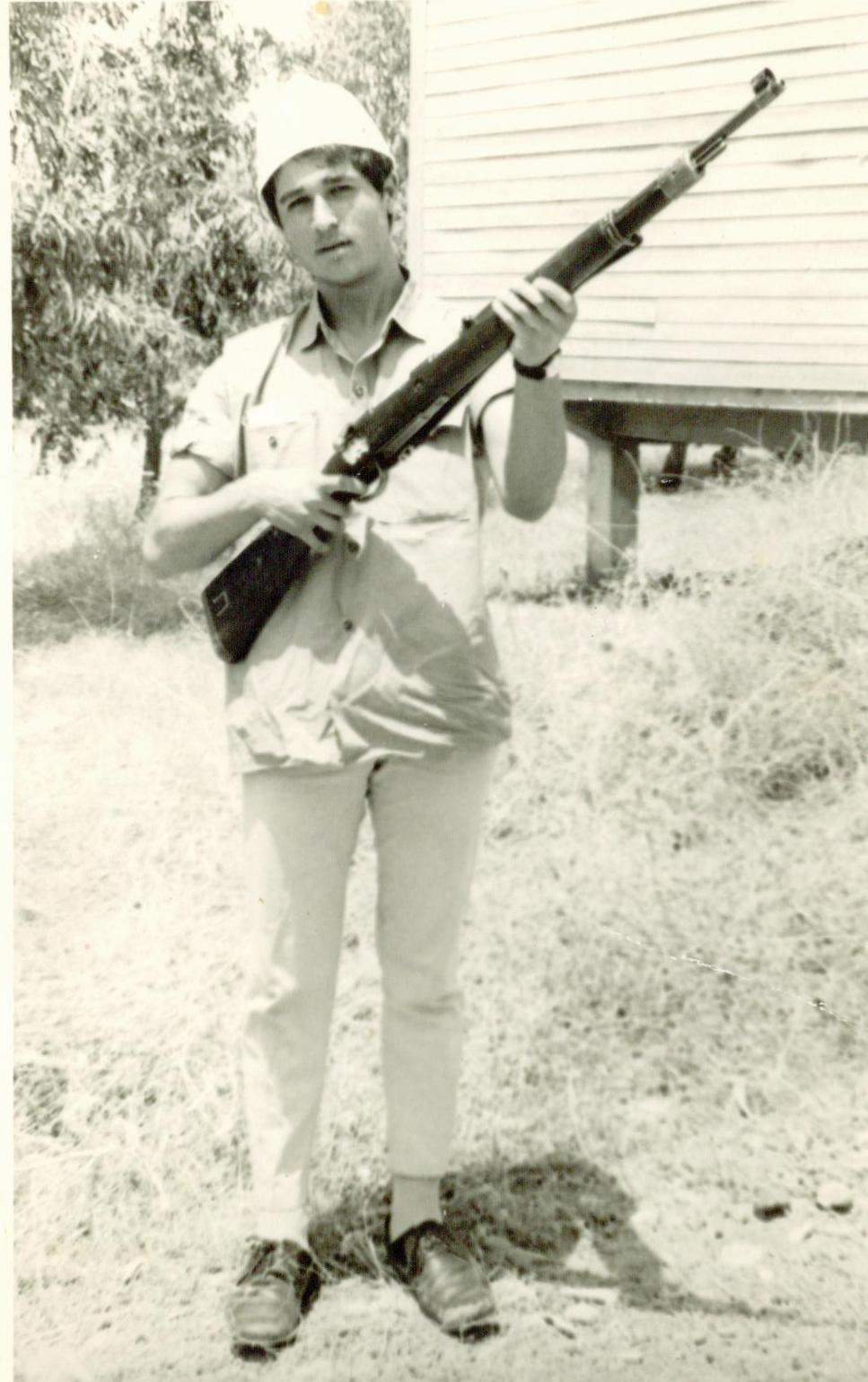
Gadna-Training im Nurit-Camp, 1971

1950 wurde nordwestlich des alten Dorfes der Moschaw Nurit gegründet. Hier ließen sich jemenitische Juden nieder, die während der Operation Magic Carpet aus dem Jemen ausgeflogen worden waren. Ende der 1950er Jahre hatten jedoch die meisten Bewohner die Ansiedlung wieder verlassen, die dann vorübergehend von der Gründergeneration einer weiteren Siedlung bewohnt wurde.
1962 wurde auf dem Gelände des ehemaligen Moschaw ein Gadna-Camp eingerichtet, das bis 1994 existierte. Danach lag das Gelände brach.
Seit dem Jahr 2003 wurde an Plänen zum Bau einer neuen Siedlung an der Stelle des alten Moschaw gearbeitet. Das Ziel war eine ökologische Mustersiedlung für bis zu 400 Familien im Jahre 2012; 100 Häuser sollten bereits 2009 bezugsfertig sein. In dieser Gründungsphase hieß es in einer Selbstdarstellung des Projekts:

„Das Dorf Nurit legt großen Wert auf Nachhaltigkeit und die Pflege einer Gemeinschaft, die Elemente wie Tourismus und andere Unternehmen aus verschiedenen Lebensbereichen einbezieht, sowie auf die Erhaltung von Werten wie Landschaft, Natur und Lebensqualität für seine Bewohner. All dies macht Nurit zu einem echten Juwel, einem einzigartigen Dorf, in dem man schon heute die Lebensqualität von morgen genießen kann. In diesen Tagen werden etwa 80 Familien den ersten Spatenstich setzen und mit dem Bau beginnen, Familien, die den Prüfungsausschuss bereits bestanden haben.“

Eine heftige Kontroverse löste 2014 der Wunsch eines israelisch-arabischen Arztehepaares aus, sich in Nurit ein Grundstück zu kaufen. Kurz vor Abschluss des Kaufes war in den sogenannten sozialen Medien das Foto des dreizehnjährigen Sohnes des Paares aufgetaucht, der während eines Summer-School-Aufenthaltes im Ausland vor dem Eiffelturm in Paris eine palästinensische Flagge schwenkte. Das löste einen Shitstorm aus, der zum Ziel hatte, durch unterschiedliche Bemühungen den Zuzug von Arabern in die Gemeinde zu verhindern. Über den Ausgang des Konflikts liegen keine Informationen vor.
Auch über die weitere Entwicklung des Ökodorfes gibt es nur wenige Informationen. 2019 sollen hier 193 Menschen gelebt haben, damit deutlich weniger als nach den früheren Planungen. Nurits Lage am Fuße des Gilboa scheint aber touristisch interessant zu sein, wie die vielen im Internet angebotenen Ferienwohnungen belegen.